# تیکسوکورتول
تکسوکورتول (Texocortol) نوعی کورتیکواستروئید است که به عنوان ضدالتهاب روده‌ای و ضداحتقان کاربرد دارد.